# Обряды скандинавского культа
Обряды скандинавского культа — обряды традиционной религии скандинавских племён в дохристианский период. Языческий культ скандинавов был децентрализованным культом и представлял собой совокупность местных и семейных культов наряду с общенациональными религиозными фестивалями. Руководство культом осуществляли местные вожди и лидеры: на ферме — глава семейства, на общенациональном фестивале — конунг. По этой причине у скандинавов не существовало понятия «религия» в современном понимании и наиболее близким по значению было понятие sidr — традиция. Так, христианство на начальном этапе получило название nýr sidr — новой традиции, в противопоставление существовавшему древнему культу forn sidr — старой традиции.
Скандинавский культ никогда не представлял собой однородной массы и включал в себя множество различных традиций и верований. Важную роль в обрядах этого культа играл обряд жертвоприношения, основной целью которых было гарантировать плодородие, но также использовались в обрядах по случаям рождения, женитьбы или смерти. В культе существовало строгое разделение на частный культ, привязанный к дому и человеку, и на общественный культ, привязанный к структуре общества.
Нам неизвестно, как дошедшие до нас мифы были связаны с религиозными верованиями и как люди относились к ним в повседневной жизни. Скандинавские язычники не оставили письменных источников относительно своих верований, а христианские авторы описывают их как религиозные предрассудки и дьяволопоклонничество.

## Общественный культ
Хотя детали поклонений в значительной степени неизвестны, можно представить некоторую картину ритуалов и религиозных практик древних скандинавов через интерпретацию уцелевших источников. Основная проблема этих источников заключается в том, что в основном они описывают поздний период, причём написаны в христианском контексте. Из-за неоднородности сведений, представленных в этих источниках, подчас бывает сложно различить какой из ритуалов носил частный, а какой — общественный характер.

### Культовые сооружения
Остатки так называемых многофункциональных зал находят по всей Скандинавии. Часто зала делилась на несколько зон, которые использовались для религиозных фестивалей, жертвоприношений и поклонения богам.

#### Хоф
Хоф (др.-сканд. hof) — существительное, использовавшееся северными язычниками для обозначения храма. Хофы находились в частном владении и во главе них стояли ховгоди.

#### Хёрг
Хёрг (др.-сканд. hörgr) — тип религиозной постройки или алтаря, предположительного представлявшего собой груду камней. Хёрг может переводиться как храм, святилище, место для подношений, алтарь или место поклонения. Он использовался скандинавами наряду с другими культовыми постройками. К найденной многофункциональной зале недалеко от Тиссо (др.-сканд. Tissø) примыкал огороженный участок с небольшим строением, предположительно хёргом.

#### Ве
Ве (др.-сканд. Vé) — тип святилища или отгороженной священной территории в скандинавском язычестве. В скальдической поэзии и топонимах ве, как правило, упоминается вместе с именем того или иного божества, которому оно посвящено. Имя скандинавского бога Ве, вероятно, основано на этой традиции. Энди Орчид предположил, что ве мог огораживать храм или представлять собой помеченную территорию, где совершались обряды. Вероятно, к понятию ве относится и роща в Храме Уппсалы, описанная Адамом Бременским в Gesta Hammaburgensis ecclesiae pontificum. В своей работе 1-го века Germania Тацит указывает на то, что германцы, в отличие от римлян, не стремятся заключить свои божества в стены храма.

### Религиозные центры

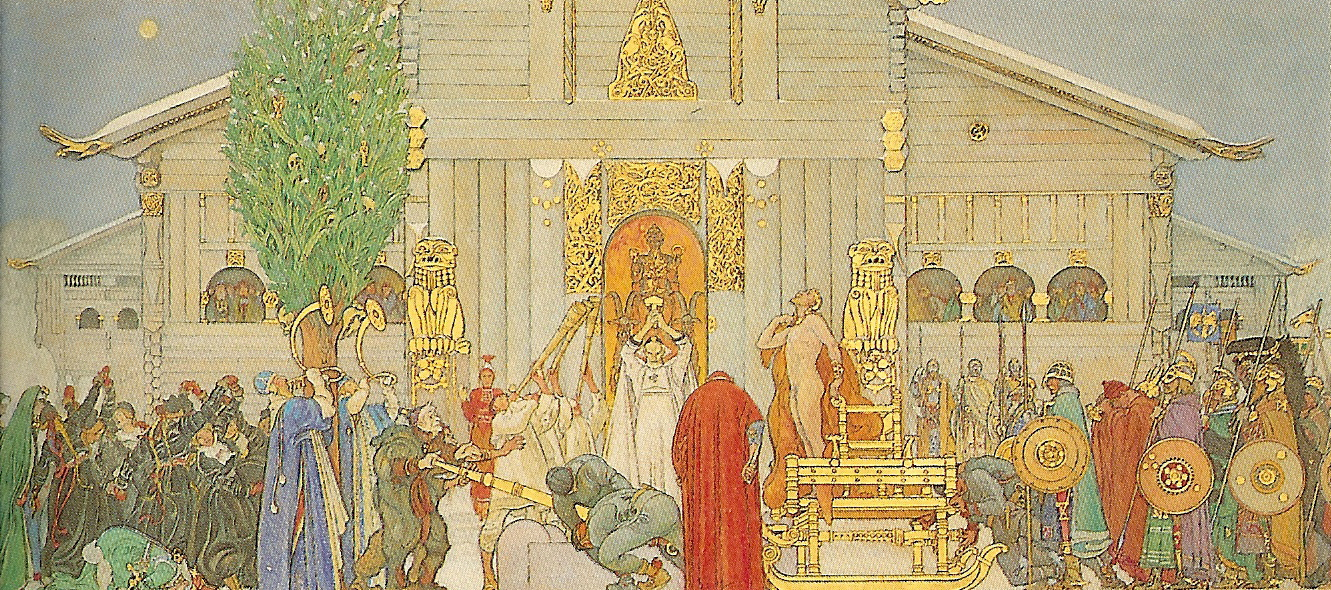
Изображение зимнего блота в Уппсале на картине Карла Ларссона «Midvinterblot».

Наиболее известным религиозным центром скандинавского язычества являлся храм в Старой Уппсале, Швеция. Учёные сходятся во мнении, что этот храм являлся последним оплотом язычества на территории Скандинавии, и что во времена, когда Адам Бременский описывал комплекс в своей работе Gesta Hammaburgensis ecclesiae pontificum, комплекс всё ещё имел большое значение.
Согласно Адаму Бременскому, храм был украшен золотом и золотая цепь опоясывала его по фронтону. В Храме люди поклонялись трём основным богам, чьи статуи восседали на строенном троне. Тор, названный Адамом «могущественным», сидел в центре трона, а Один (или Водан) и Фрейр — по обе стороны от него. Рядом с Храмом располагалась роща для жертвоприношений и росло вечнозелёное священное дерево (вероятно тис) с широко раскинутыми ветвями, а рядом с деревом — источник, где также совершались жертвоприношения, в том числе и человеческие. Адам приводит свидетельство одного христианина, который как-то насчитал в роще 72 трупа, вывешенных там одновременно.

### Священство

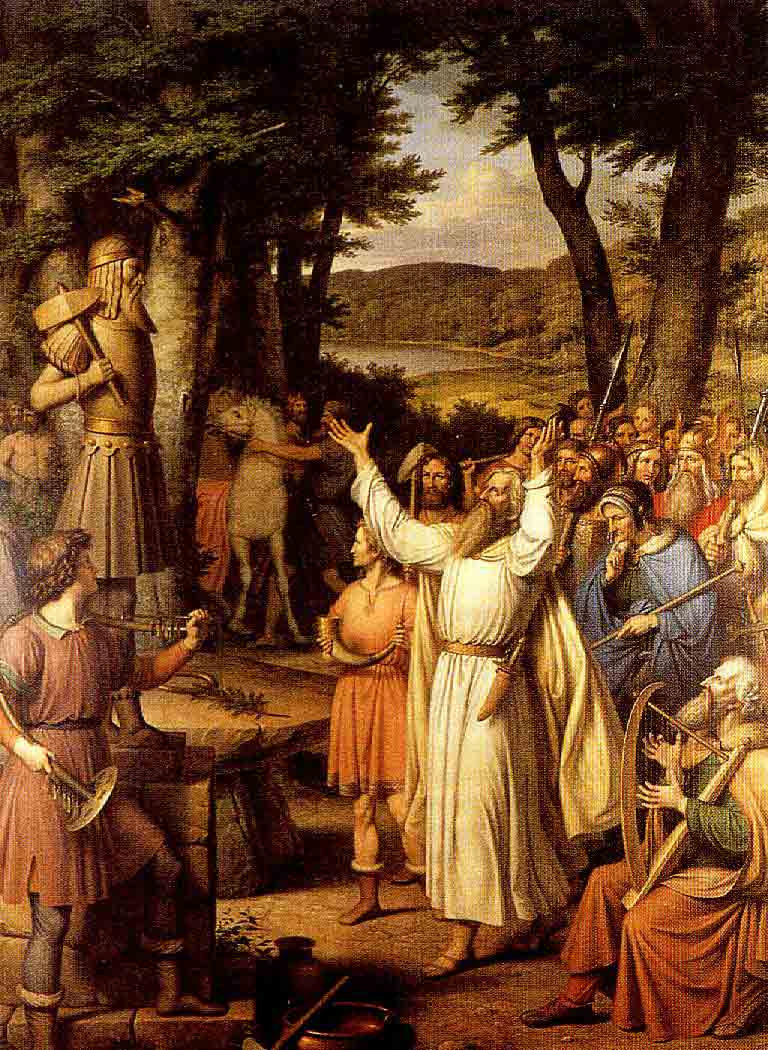
Goði ведёт церемонию поклонения Тору на картине Д. Л. Люнда

В дохристианской Скандинавии не существовало отдельного духовного сословия наподобие средневекового духовенства. Роль священников выполняли светские лидеры. Руководство общественными поклонениями осуществляли лидеры регионов: конунги, ярлы, хёвдинги, хэрсиры и так далее. Духовные функции лидеров являлись неотъемлемой частью их светской власти. Тому свидетельствуют факты, когда отказ от исполнения этих функций приводил к низвержению. Так случилось, например, с Хаконом Добрым, пытавшимся навязать христианство соплеменникам, а также с Анундом Гордске, из-за христианских убеждений отказавшийся участвовать в блоте и низложенный в 1070 году. Частные поклонения проходили под руководством глав семей.
Тем не менее существовали отдельные понятия для определения отправителей культа. В Исландии для этого использовались слова goði (жрец) и gyðja (жрица). Этимология этого слова имеет то же происхождение, что и английское слово god. Это наиболее известный термин, употреблявшийся в этом значении. Он неоднократно встречается в исландских сагах, на норвежских и датских рунических камнях и в шведской топонимике. Из-за недостатка знаний о религиозных лидерах существует тенденция распространять этот термин на всю Скандинавию, хотя никаких доказательств этому не существует. В давние времена goði был политическим, судебным и духовным лидером. После христианизации региона goði ещё долгое время играли существенную роль в политике. На востоке региона терминами аналогичными goði и gyðja были, соответственно, vífill и lytir.
Другими определениями для отправителей культа были: þulr, thegn, völva и seiðmaðr. Термин þulr связан со словами, означающими рассказ, речь и петь, и, вероятно, определял жреческие функции, связанные с сакральными знаниями. Тул был также связан с Одином — богом правителей, и, следовательно, был связан с ритуалами в бражных домах. Вёльва и сейдманы были тесно связаны с понятием seiðr.

### Жертвоприношения
Нет чёткого мнения историков относительно человеческих жертвоприношений в Скандинавии. Нет чёткого мнения и относительно того, как интерпретировать захоронение в Осеберге и свидетельства Ибн Фадлана о сожжении амбатты при погребении знатного руса. Основные находки болотных людей относятся к доримскому железному веку и свидетельствуют об использовании человеческих жертвоприношений в северной Европе в период до Эпохи викингов.
Основными источниками о человеческих жертвоприношениях в эпоху викингов являются саги и другие письменные источники (такие, как работа Адама Бременского), написанные после христианизации севера и преследовавшие своей целью противопоставить христианство язычеству. Эти источники свидетельствуют о человеческих жертвоприношениях в храмах и о том, что вождь мог посвящать своих врагов Одину, как, например, это приписывают Эрику Победоносному в битве на Фирисвеллире. Война была образом жизни и значительно ритуализированна, приобретая сакральный характер. Наиболее вероятно человеческие жертвоприношения имели место у скандинавов, но были не типичны для их культа, а являлись следствием войн.

## Частный культ
Ритуалы частного культа были в основном параллельны общественным. Отправлением ритуалов частного культа, как правило, руководил глава семейства и (или) его жена. Ритуалы не сводились только к сезонным фестивалям, существовали ритуалы для каждого повседневного действа. Большинство ритуалов требовало участия одного или лишь нескольких человек, но в исполнение некоторых ритуалов были вовлечены все обитатели дома или вся семья. Неизвестно, принимали ли трэллы участие в ритуалах и в каком качестве.

### Обряды перехода
Эти обряды были связаны со сменой статуса человека и иными трансформациями в его жизни, таких как рождение, наречение, брак и смерть. Они были схожи с аналогичными ритуалами в культуре других народов. Удивительно, но скандинавские источники не упоминают обрядов инициации.

#### Рождение
Во многих ранних сообществах существовали обряды, связанные с рождением ребёнка. Они были призваны защитить мать и дитя, так как в те времена это было связано с большим риском для них обоих. В эпоху викингов с этой целью люди молились богиням Фрейе и Фригг и распевали гальды. Судьба играла большую роль в скандинавской культуре, а жизненный путь каждого человека определяли норны в момент его рождения.
Через девять ночей после рождения, ребёнка должен был признать отец семейства. Он усаживал его к себе на колени, восседая на высоком стуле. Ребёнка окропляли водой и нарекали именем — так он становился членом семьи. Есть свидетельства, что приглашались гости для одаривания и провозглашения добрых пожеланий младенцу. Признание ребёнка отцом давало ему те же права, какими обладал его отец. С этих пор родители не могли его убить или бросить на произвол судьбы (что считалось приемлемой формой контроля популяции), не неся за это ответственности.
Как правило, детей называли именами почивших предков, а имена божеств могли стать частью имени. Члены семьи были связаны с конкретными именами через определённые черты, присущие этим людям, и эта связь воспроизводилась при повторном использовании следующими поколениями. Такой порядок наречения был частью культуры поклонения предкам.

#### Брак
Брак являлся центром семьи и одним из главнейших институтов в скандинавском обществе этого периода. Он являлся важным событием не только для вступающих в брак, но и для их семей. Брак представлял собой договор, свадьба представляла собой торжественную церемонию, подтверждавшую обещание семей помогать друг другу, в связи с чем глава семьи имел решающее слово в вопросе брака. Тем не менее, согласно сагам, молодожёны также имели право голоса в выборе супруга, так как хорошие отношения внутри семьи были залогом успешного ведения хозяйства. Брачевание представляло собой долгий коллективный процесс, заканчивавшийся торжественным праздником. Процесс был подчинён различным ритуалам, дабы призвать божественные силы на благословение нового брака.
Начиналось все с того, что семья жениха отправляла его и несколько делегатов к семье невесты с предложением. В процессе этого первого шага назначался день помолвки, урегулировался вопрос наследства и имущества будущих супругов. Также решался вопрос приданого (др.-сканд. heimanfylgja) и свадебного подарка (др.-сканд. mundr) от семьи жениха, что являлось личной собственностью невесты. Часто невеста была из менее обеспеченной семьи, и, хотя разница в достатке, как правило, была не велика, таким образом, приданое являлось инвестициями семьи невесты в её право войти в более обеспеченную семью. После урегулирования всех вопросов сделка скреплялась на свадебном торжестве.
Все эти условия были установлены только для ярлов и бондов, в то время как остальные слои населения, такие как трэллы или лейсинги, были целиком зависимыми от воли своих патронов.
Свадьба (др.-сканд. brudlaup) был самым главным ритуалом. На ней впервые собирались вместе обе семьи, и она представляла собой праздник, длившийся несколько дней. Свадьба короче трёх дней считалась жалкой. Гости следили за правильностью проведения торжества. Сохранилось мало свидетельств относительно религиозной составляющей церемонии. Известно, что богиня Вар свидетельствовала обет новобрачных, призывались Фрейр и Фрейя в вопросах любви и свадьбы, изображение Мьёльнира помещалось на подоле невесты, чтобы Тор благословил её. Однако нет никаких достоверных сведений о проводившихся религиозных ритуалах. Жениха и невесту провожали на брачное ложе, что было одним из центральных ритуалов. Их вели с факелами в руках, что показывало разницу между законными супружескими отношениями и незаконными внебрачными связями.

#### Смерть

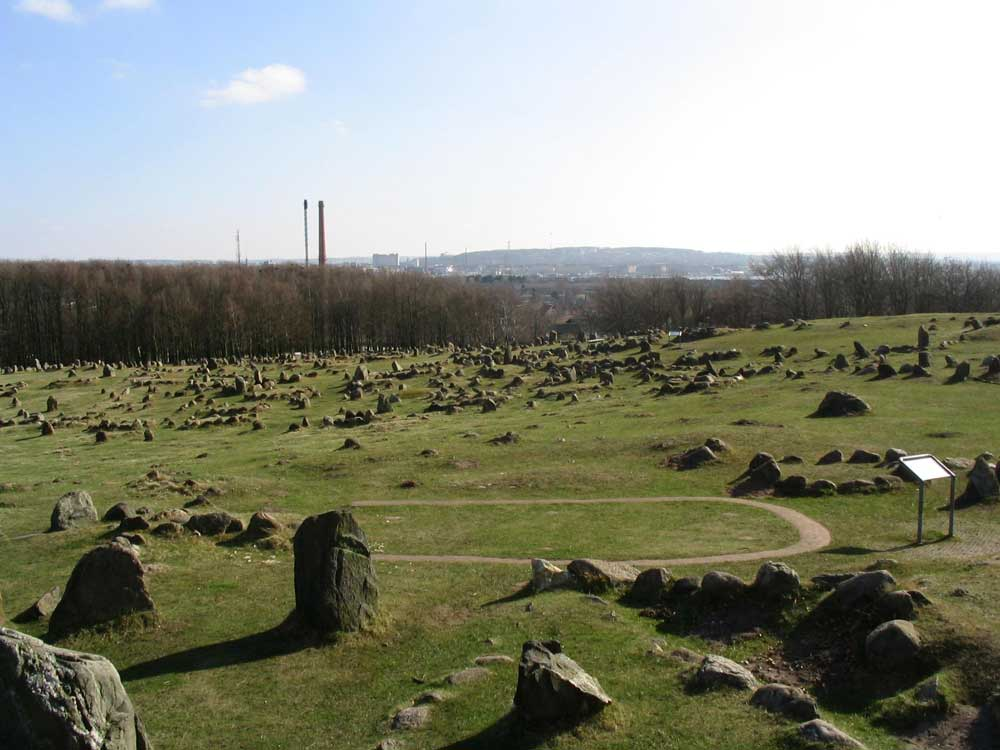
Кладбище на Холмах Линдхольма использовалось приблизительно с 500 по 1100 год н. э. Многие из видимых могилы представляют собой Каменный корабль

Несмотря на воинственные традиции викингов, в их верованиях существовал некоторый элемент страха смерти и всего, что с ней связано. Считалось, что если почивший не будет правильно похоронен и обеспечен, то он не найдёт своего места в загробном мире. Такой блуждающий призрак мог посетить своих потомков в виде ревенана или драугра. Это могло быть знаком того, что скоро умрёт ещё один член семьи, а также иных бедствий. Во избежание этого требовалось правильно провести церемонию погребения.
Наиболее детальное описание скандинавских обрядов погребения X века даётся у ибн Фадлана; правда, он описывает погребение вождя именно русов, а не норманнов. Учитывая дискуссионность этнической принадлежности русов, невозможно этот обряд рассматривать как скандинавский. Тем более, что аналогичный обряд описан именно у славян. Сразу после смерти вождь был похоронен во временной могиле. Одна из девушек вождя вызвалась разделить с ним загробную жизнь. Её посадили под круглосуточную охрану, давали хмельные напитки, а она распевала радостные песни. Через десять дней, когда были сшиты новые одежды для усопшего, тело было эксгумировано. Церемонию проводила старая женщина, представлявшая ангела смерти. Перед началом церемонии ладья вождя была вытащена на берег и водружена на деревянную платформу. На корабле поместили кровать вождя, а ангел смерти положила подушку на неё. В качестве подношений вождь получил хмельные напитки, фрукты и музыкальный инструмент. После его положили на кровать со всём его оружием и подношениями. Затем загнали двух коней, порубили их на куски, а мясо их бросили на драккар. В конце в жертву принесли петуха и курицу.
Тем временем, девушка обходила палатку за палаткой, отдаваясь мужчинам. После её подвели к чему-то похожему на дверной короб, что было аллегорией входа в потусторонний мир. Мужчины подняли её на руках три раза, и каждый раз она говорила, какое ей было видение. Теперь её отвели к кораблю, где она отдала свои браслеты ангелу смерти, а кольца — её дочери, после чего взошла на корабль, откуда пела песни и прощалась с близкими. Под конец её ввели в палатку, где лежал почивший. Мужчины начали бить по щитам, и шестеро мужчин вошли в палатку следом, чтобы овладеть ею. Затем её положили на кровать к вождю, двое взяли за руки, двое за ноги, а ангел смерти накинула её на шею верёвку. Пока оставшиеся двое мужчин тянули верёвку, ангел смерти проткнула тир ножом под рёбрами. В конце церемонии прибыли родственники почившего с факелами и подожгли корабль. На месте сожжения был сооружён круглый холм, а на его вершине водружён берёзовый столб с вырезанными на нём именами вождя и его владыки.
Снорри Стурлусон в своей Младшей Эдде упоминает погребальный ритуал с обрезанием ногтей умершего с целью не дать построить Нагльфар — корабль, который доставит армию ётунов на Рагнарёк. В «Круге Земном» даётся общая концепция религиозных обрядов погребения:
Один … постановил, что всех умерших надо сжигать на костре вместе с их имуществом. Он сказал, что каждый должен прийти в Вальхаллу с тем добром, которое было с ним на костре, и пользоваться тем, что он сам закопал в землю. А пепел надо бросать в море или зарывать в землю, а в память о знатных людях надо насыпать курган, а по всем стоящим людям надо ставить надгробный камень. … Люди верили тогда, что, чем выше дым от погребального костра подымается в воздух, тем выше в небе будет тот, кто сжигается, и он будет тем богаче там, чем больше добра сгорит с ним.
Однако не все были удостоены таких могил, как Великие курганы Уппсалы. Статус погребённого определял форму могилы, и большинство могил были гораздо скромнее, встречается множество могил в форме Каменный корабль.
Считалось, что если всё сделано правильно, после смерти усопший отправляется в одно из загробных мест:
- в Хэльгафёлл (др.-сканд. Helgafjell) — священной горе, где усопшие вели ту же жизнь, что и на земле. Как правило, этим местом считалась ближайшая к общине гора. Она была столь священна, что прежде чем смотреть в её сторону, следовало вымыть лицо;
- в Хель попадали умершие от старости или от болезней. Вероятно, под влиянием христианской традиции хель стали изображать как мрачное место, хотя есть свидетельства, что там могли устраиваться и богатые пиры, например, в «Сны Бальдара». Некоторые воины перед смертью протыкали себя копьем, чтобы обмануть Хель и попасть в Вальхаллу[5];
- в Вальхаллу Один при помощи валькирий собирал половину воинов, павших в бою, где они готовились к решающей битве — Рагнарёк, сражаясь друг с другом и воскресая вновь;
- в Фолькванг попадала вторая половина, павших в бою, под руководство богини Фрейи.

Часто смерть изображали как сексуальный акт между почившим и проводником смерти — Хель или Ран и её девять дочерей. Сексуальный оттенок смерти отображен и в фаллической форме картинных камней, устанавливаемых в память о почившем, например, Стура-Хаммарский камень.
На седьмой день после смерти, люди отмечали сьюунд (др.-сканд. sjaund), или погребальный эль, так как обряд включал в себя распитие хмельных напитков. Проведение этой церемонии завершало земной путь усопшего и после неё наследники могли предъявить права на наследство.
Большинство сохранившихся свидетельств ритуалов, связанных со смертью, относятся к представителям мужского пола. Однако тот факт, что в женских захоронениях также находят подношения, говорит в пользу того, что у женщин также существовала загробная жизнь. И хотя неизвестно, куда отправлялись женщины, вероятно, Хельгавелл и Хельхейм были для них открыты.
Идея о загробной жизни несколько противоречит концепции поклонения предкам, так как в загробный мир умерший отправлялся безвозвратно. Нам неизвестно, как решалось это противоречие и оставался ли умерший какое-то время в своей могиле или сразу отправлялся в царство мертвых, какую функцию выполняли подношения и являлся ли сожжёный драккар транспортом в мир иной.

### Поклонение предкам
До христианизации в Скандинавии существовал культ предков. Предки были весьма важным элементом имиджа семьи и люди верили, что они способны влиять на жизнь своих потомков из потустороннего мира, поэтому контакт с ними считался ключевым элементом благополучия семьи. Считалось, что правильно проведенные обряды обеспечивали благословение предками ныне живущих, в то время как несоблюдение обрядов могло навлечь неудачу и предки бы не давали покоя человеку. Неизвестно, рассматривали ли самих предков как божественную силу или лишь как связанных с ней.
Курган также рассматривался как жилище умершего и место особой силы. Из-за этой особенности обнаруживаемые следы ранних раскопок могил не всегда свидетельствуют о их расхищении, они могли быть следствием стремления местной общины вернуть священные предметы или положить подношения. По причине того, что раскопки курганов были трудоёмкими, требовали много время, а их проведение не могло быть не замеченным, историки, такие как Гро Стейнслэнд, считают, что в давние времена расхищение могил было не типичным. Существует несколько легенд о возвращении предметов из захоронений, в Инглингатала подношения Фрею продолжали нести через отверстия в его гробнице.
Связь умерших и живых происходила посредством ритуалов в местах захоронений, таких как подношения предметов, еды или напитков. Обычно захоронения делались рядом с жилищем, чтобы предки могли защитить жильё и его обитателей от неудач и даровать им изобилие. Поклонение предкам также было частью блота, где тосты о них были частью ритуала.

### Поклонение существам
Ландвэттир (исл. Landvættir), или духи места было собирательным названием различных существ — защитников мест, и существовало множество правил, как обращаться с ними, чтобы не вызвать конфликта. Это обстоятельство использовал Эгиль Скаллагримссон во время своей ссылки в Исландии. Он соорудил нитсшест, чтобы испугать ландвэттиров Норвегии и таким образом навлечь на Норвегию неудачи в качестве мести норвежским конунгам за их отношение к нему. Согласно саге, нитсшест состоял из вспоротой лошадиной головы насажанной на вершину шеста, который он вкопал в землю на побережье.
В эпоху викингов женщины, как хранительницы очага, играли, вероятно, ключевую роль в поклонении этим существам. Ритуалы включали в себя подношение еды и напитков в соответствующих местах либо рядом с фермой либо в особых местах, таких как водопады и рощи, где считалось обитали подобные существа. В период христианизации, увлеченные борьбой с божествами с собственными именами, миссионеры упустили из виду безымянных вэттиров, что позволило их культам существовать какое-то время и избежать дальнейшего внимания церкви. Свою жизнь вэттиры продолжали в фольклоре в виде нокков и ниссе.

## Ритуалы

### Blót
Блот исполнялся и как общественный, и как частный ритуал. Блот (др.-сканд. blót) представлял собой обряд жертвоприношения и, как правило, заключался в ритуальном вкушении мяса и хмельного мёда. Блот совершался осенью (праздник сбора урожая) и в день зимнего солнцестояния.

### Seiðr
Seiðr долго считался относящимся скорее к магии, чем к религии. Такая оценка была связана с тем пренебрежением, с которым новая христианская религия относилась к старым скандинавским верованиям. Однако Seiðr являлся частью религии и был связан с мифологическими сказаниями, поэтому сейчас его считают неотъемлемой частью скандинавского язычества. Seiðr использовался для гаданий и интерпретации знамений как с благими, так и со злыми намерениями.

### Руны
В источниках упоминается магическая сила рун в связи с асом Одином.